# Cauffry
Cauffry é uma comuna francesa na região administrativa de Altos da França, no departamento de Oise. Estende-se por uma área de 4,74 km². Em 2010 a comuna tinha 2 605 habitantes (densidade: 549,6 hab./km²).